# Дилип Кумар
Дилип Кумар (урду دلیپ کمار‎, хинди दिलीप कुमार, англ. Dilip Kumar; настоящее имя — Мухаммад Юсуф Хан, урду محمّد یوسف خان‎, англ. Muhammad Yusuf Khan; 11 декабря 1922, Пешавар – 7 июля 2021, Мумбай) — индийский актёр, кинопродюсер и политик. За более пятидесяти лет карьеры снялся в 59 фильмах и появился в качестве приглашенной звезды ещё в 4 кинолентах. Награждён высшими гражданскими наградами Индии Падма Бхушан (1991) и Падма Вибхушан (2015), высочайшей наградой в области кино — Премией имени Дадасахеба Фальке (1994) и выдвинут в Раджья сабха (верхнюю палату Парламента Индии), членом которой был с 2000 по 2006 год. Он — первый актёр, получивший Filmfare Award за лучшую мужскую роль в 1954 году, и до сих пор, наряду с Шахрух Ханом, удерживает рекорд в 8 наград, полученных в данной номинации. Критики провозгласили его величайшим актёром в истории Болливуда.

## Биография
Дилип Кумар родился 11 декабря 1922 года в районе базара Квисса-Хвани в Пешаваре (ныне территория провинции Хайбер-Пахтунхва, Пакистан). Сейчас его дому присвоен статус объекта культурного наследия.
От рождения он носил имя Мухаммад Юсуф Хан и был пятым из тринадцати детей в семье.
Его отец Лала Гхулам Сарвар Хан был торговцем фруктами и владел фруктовыми садами в Пешаваре и Деолали (Махараштра, Индия).
Его мать звали Айеша Бегум.
Так как она болела астмой, семья через несколько лет переехала в место с более мягким климатом — Деолали, небольшой городок недалеко от Насика, где Дилип обучался в престижной школе-интернате Лорда Баннера.
В конце 1930-х его семья снова переехала, на этот раз в Бомбей. Там он попал в одну среднюю школу вместе с другим выходцем из Пешавара, Раджем Капуром — The Khalsa College.
После окончания учёбы в течение двух лет Дилип жил в Пуне, где начал своё дело, как владелец столовой и поставщик сухих фруктов. В 1943 году актриса Девика Рани, которая владела студией Bombay Talkies, увидела Дилипа Кумара в столовой Пуны и пригласила его на главную роль в фильм «Морской прилив» («Jwar Bhata», 1944). Однако по её мнению имя Юсуф Хан не подходило для романтического героя. Дебютант согласился взять псевдоним, так как это помогло бы скрыть связь с кино от отца, который презирал кинематографистов. Поэт Пандит Нарендра Шарма предложил три варианта экранных имени, из которых было выбрано «Дилип Кумар».
Дилип Кумар владеет рядом языков: английским, хинди, урду (межнациональный язык общения в Пешаваре), хиндко (язык Пешаварских индусов), пушту (язык Пешаварских мусульман) и маратхи (язык общения в Деолали и Пуне). Он также изучал бенгальский язык для съёмок в региональных фильмах.
У Дилипа был бурный роман с его партнёршей по нескольким фильмам Мадхубалой, который закончился во время съёмок картины «Великий Могол». В это же время они должны были сниматься вместе в фильме «Новый век». Было снято уже несколько сцен, когда она вышла из проекта по настоянию своего отца. Так как ею был подписан контракт на участие в фильме, последовало судебное разбирательство, длившееся около года, где Дилип Кумар выступал на стороне режиссёра Б.Р. Чопры. Это стало концом их отношений. По одной версии Дилип предложил ей выйти за него замуж с условием, что она оставит работу и порвёт связь с её отцом, с которым он не мог найти общего языка, но Мадхубала не могла оставить родных, которые жили только благодаря её заработкам.
По другой версии, рассказанной сестрой актрисы, Мадхубала потребовала от Дилипа, чтобы он принёс извинения её отцу после завершения судебной тяжбы, но он отказался.
В 1966 году Дилип женился на актрисе Сайре Бану, которая была вдвое младше его (Ей было 22 года, в то время как ему 44).
Шестнадцать лет спустя в 1982 году он привёл в дом вторую жену Асму Рехман, однако этот брак продлился недолго и закончился разводом.
У Дилипа с женой нет детей, в 1972 году Сайра была беременна, но потеряла ребёнка на восьмом месяце.
15 сентября 2013 года Дилип Кумар был доставлен в госпиталь Лилавати в Мумбаи с сердечным приступом.
За 14 лет до этого он перенёс операцию на сердце.

## Карьера
Его дебютный фильм «Морской прилив» (Jwar Bhata, 1944), помощником режиссёра в котором был его давний знакомый Радж Капур, прошёл незамеченным. Первым успехом в прокате стал Jugnu (1947), где он сыграл главную роль вместе с Нур Джехан. За ним последовала экранизация романа Тагора Milan («Стрела», 1947), осуществлённая режиссёром Нитином Боссом. Но решающим прорывом стала роль в фильме «Репутация» (1949) Мехбуба Хана. Это история богатой девушки, которая заводит дружбу с небогатым мужчиной, будучи помолвленной с другим человеком, равным ей по положению. Дилип Кумар пришёл в фильм по рекомендации композитора Наушада. Другие главные роли сыграли Радж Капур и Наргис. Появление двух друзей в одном фильме вызвало жаркие споры поклонников и критиков о том, чья игра лучше. После этого Дилип ни разу не снимался вместе Раджем, несмотря на уговоры режиссёров и продюсеров, включая самого Капура, и даже отказался от роли в его фильме «Сангам» (1964).
В паре с Наргис в 1948—1952 годах Дилип появился в шести фильмах, среди которых «Ярмарка» (1948), «Отчий дом» и «Йогиня» (1950), «Встреча» и «Переполох» (1951). После того как сформировалась экранная пара Наргис-Радж Капур, Дилип нашёл новую партнершу — Виджаянтималу, вместе с которой сделал семь фильмов. Его партнершами также было множество других ведущих актрис того времени, включая Камини Каушал, Мину Кумари и Мадхубалу.
С Камини Каушал он впервые появился вместе в фильме «Мученик» (Shaheed, 1948). В основу сюжета был положен рассказ о революционере, с оружием в руках боровшимся за свободу и отдавшим за неё жизнь. Пронизанная духом истинного патриотизма, кинолента была весьма успешна в прокате.
Дилип Кумар был весьма успешен в 1950-х, играя трагические роли в таких фильмах как «Клеймо позора» (1952), «Девдас» (1955), «Еврейка» и «Мадхумати» (1958). Он также сыграл отрицательного персонажа в «Амар» (1954) Мехбуба Хана. Он был первым актёром, выигравшим Filmfare Award за лучшую мужскую роль в фильме «Клеймо позора» в 1954 году.
Воплощение на экране таких серьёзных трагических ролей в скором будущем заявило о себе: у Дилипа Кумара появились затяжные депрессии и нервные срывы. По совету психиатра он переключился на более легкие музыкальные фильмы, такие как «Гордость» (1952), его первый цветной фильм, где он сыграл роль крестьянина-сорвиголовы. В дальнейшем его ждал успех с ролями в «Азад» (1955), Insaniyat (1955), «Новый век» (1957), Musafir (1957) и «Кохинур» (1960). За роль в последнем он снова получил статуэтку Filmfare.
В 1960 году, после более десяти лет съёмок, вышел высокобюджетный эпический исторический фильм «Великий могол» К. Азифа. Картина представляла собой кинематографическую адаптацию популярной в 1920—1930-х годах драмы «Анаркали», рассказывающей историю любви принца Салима и придворной танцовщицы. Их имена стали нарицательными и заняли место среди имен великих возлюбленных всех времен и народов. Азиф изначально не хотел снимать Дилипа Кумара в роли принца Салима. Сам Дилип тоже не хотел играть в историческом костюмированном фильме. То, что он в конце концов попал в фильм, — заслуга нового продюсера фильма Шаупрджи Палонджи. Съёмки давались Дилипу нелегко, особенно трудными оказались съёмки на натуре в Раджастане, где стояла мучительная жара, а актёру приходилось носить тяжёлые доспехи. Изначально Дилип не был героем картины в общепринятом смысле слова. Название фильма относится к Великому Моголу Акбару, сама пьеса «Анаркали» ставила во главу угла девушку, и темой этой пьесы было самопожертвование во имя любви. Но игра Дилипа сделала его третьим, если не первым, главным героем картины. Именно его принц Салим становится комментатором внутреннего конфликта Акбара Великого — конфликта между любовью к сыну и долгом.
Помимо «Великого Могола» одним из главных фильмов в карьере Дилипа был «Ганга и Джамна» (1961), где Дилип был продюсером и автором сценария, а также сыграл главные роли вместе со своим братом Насир Ханом. Фильм рассказывал трагическую историю двух братьев, из которых один — полицейский, другой — бандит. Этот сюжет впоследствии не раз обретал экранную жизнь, например, в «Стене» (1975) Яша Чопры. Дилип также был неофициальным режиссёром «Ганги и Джамны» и провалившегося в прокате Dil Diya Dard Liya. Kalinga, который должен был стать его официальным режиссёрским дебютом, был закрыт после того как отсняли всего несколько сцен.
В 1962 году британский режиссёр Дэвид Лин предложил ему роль шерифа Али в фильме «Лоуренс Аравийский», но Дилип отказался.
В итоге роль досталась египетскому актёру Омару Шарифу. Следующий фильм Дилипа «Заговор» (1964) по результатам проката был оценен как «ниже среднего». А роли близнецов, разделенных при рождении, в фильме «Рам и Шиам» (1967), называют последними удачными главными ролями актёра.
В 1970-х его карьера пошла на спад, когда фильмы «История любви» (1972) и «Судьбы не избежать» (1976), в последнем из которых он сыграл тройную роль, провалились в прокате. Провальными вышли также «Гопи», в котором он снялся вместе со своей женой Сайрой Бану, и бенгальский фильм «Сагина Махато». Публика уже не воспринимала пятидесятилетнего актёра в качестве романтического героя. После этого Дилип взял пятилетний перерыв в съемках с 1976 по 1981 год.
Он вернулся в кино в 1981 году с фильмом «Горячее сердце», который стал крупнейшим хитом года. Появившись в составе актёрского ансамбля, включавшего Маноджа Кумара, Шаши Капура, Хему Малини и Шатругхана Синха, он сыграл главную роль — революционера, борющегося за независимость Индии от Британского правления. Затем он плодотворно сотрудничал с Субхашем Гхаи, снявшись во «Всемогущем» (1982), совместно с Санджаем Даттом, Сандживом Кумаром и Шамми Капуром.
В этом же году он сыграл отца Амитабха Баччана в «Шакти» режиссёра Рамеша Сиппи. Один из сценаристов «Шакти» Салим Хан, говорил: «Мы были удивлены, что он придал характеру, созданному нами, совершенно новые очертания. Очень редко случается, что у вас на руках компетентный сценарий, а фильм выходит за рамки придуманного вами. Тем не менее, Дилип Кумар понял свою роль и усилил её в присущей ему манере». Фильм не сделал большие сборы, но Дилип закономерно получил за работу свою последнюю награду Filmfare за лучшую роль.
В 1984 году он сыграл в «Факеле» Яша Чопры и «Жестоком мире» Рамеша Талвара вместе с Анилом Капуром и Риши Капуром соответственно. Второй раз он сотрудничал с Субхашем Гхаи в 1986 году в боевике «Карма». В этом фильме он сыграл тюремного смотрителя, который нанимает троих человек (в исполнении Насируддина Шаха, Джеки Шроффа и Анила Капура), чтобы они помогли ему отомстить за гибель семьи террористу Доктору Дангу (Анупам Кхер). В 1991 году он снимался вместе в маститым актёром Раджем Кумаром в «Торговце», его третьем и последнем фильме режиссёра Субхаша Гхаи. Это также был его второй фильм с Раджем Кумаром после «Призыва» 1959 года. «Торговец» был последним успехом Дилипа Кумара в прокате и его последним фильмом на несколько лет.
В 1998 году он последний раз появился на экране в фильме Qila, где великолепно сыграл двойную роль братьев-близнецов. В 2014 году на экраны кинотеатров вышел его фильм Aag Ka Dariya, снятый в 1990, но не попавший в своё время в прокат из-за финансовых разногласий.
Хотя Дилип Кумар никогда не жалел о своём решении, три фильма, от которых он отказался, впоследствии стали знаковыми для кинематографа Индии: «Мать Индия» Мехбуба Хана, «Жажда» Гуру Датта и «Сангам» Раджа Капура.

## Фильмография
| Год  |   | Русское название    | Оригинальное название | Роль                                                |
| ---- | - | ------------------- | --------------------- | --------------------------------------------------- |
| 1944 | ф |                     | Jwar Bhata            | Джагдиш / Jagdish                                   |
| 1947 | ф |                     | Jugnu                 | Сурадж / Sooraj                                     |
| 1947 | ф |                     | Milan                 | Рамеш / Ramesh                                      |
| 1948 | ф |                     | Shaheed               | Рам / Ram                                           |
| 1948 | ф | Ярмарка             | Mela                  | Мохан / Mohan                                       |
| 1949 | ф | Репутация           | Andaz                 | Дилип / Dilip                                       |
| 1950 | ф | Йогиня              | Jogan                 | Виджай / Vijay                                      |
| 1950 | ф | Отчий дом           | Babul                 | Ашок / Ashok                                        |
| 1951 | ф | Прозрение (Встреча) | Deedar                | Шьяму / Shamu                                       |
| 1951 | ф | Переполох           | Hulchul               | Кишор / Kishore                                     |
| 1951 | ф | Тарана              | Tarana                | Доктор Мотилал / Dr. Motilal                        |
| 1952 | ф | Бессердечный        | Sangdil               | Тхакур Шанкар / Shankar                             |
| 1952 | ф | Клеймо позора       | Daag                  | Шанкар / Shankar                                    |
| 1953 | ф | Гордость            | Aan                   | Джай Тилак / Jai Tilak                              |
| 1953 | ф | Тропа               | Foot Path             | Ношу Шарма / Noshu Sharma                           |
| 1954 | ф | Амар                | Amar                  | Адвокат Амар Натх / Advocate Amarnath               |
| 1955 | ф | Девдас              | Devdas                | Девдас / Devdas                                     |
| 1955 | ф |                     | Insaniyat             | Мангал / Mangal                                     |
| 1955 | ф | Азад                | Azaad                 | Азад / Абдул Рахим Хан / Кумар                      |
| 1957 | ф |                     | Musafir               | Мангал / Raja                                       |
| 1957 | ф | Новый век           | Naya Daur             | Шанкар / Shankar                                    |
| 1958 | ф | Еврейка             | Yahudi                | сын императора Маркус / Shehzada Marcus             |
| 1958 | ф | Мадхумати           | Madhumati             | Ананд / Девен                                       |
| 1959 | ф | Призыв              | Paigham               | Ратан Лал / Ratan Lal                               |
| 1960 | ф | Великий могол       | Mughal-E-Azam         | Принц Салим / Prince Saleem                         |
| 1960 | ф | Кохинур             | Kohinoor              | Принц Девендра / Yuvraj Rana Devendra Bahadur       |
| 1961 | ф | Ганга и Джамна      | Gunga Jumna           | Ганга / Gungaram                                    |
| 1964 | ф | Заговор             | Leader                | Виджай / Vijay Khanna                               |
| 1966 | ф |                     | Dil Diya Dard Liya    | Шанкар / Shankar                                    |
| 1967 | ф | Рам и Шиам          | Ram Aur Shyam         | Рам, Шиам / Ram, Shyam                              |
| 1968 | ф | Революция           | Sunghursh             | Кундар Прасад / Бажранги                            |
| 1968 | ф | Человек             | Aadmi                 | Раджеш / Rajesh / Raja Saab                         |
| 1972 | ф | История любви       | Dastaan               | Диван Анил Кумар, Судья Вишну Сахай (Сунил)         |
| 1973 | ф | Гопи                | Gopi                  | Гопирам «Гопи» / Gopiram 'Gopi'                     |
| 1974 | ф | Сагина Махато       | Sagina                | Сагина Махато / Sagina Mahato                       |
| 1976 | ф | Судьбы не избежать  | Bairaag               | Кайлаш, его сыновья Бхоленатх и Санджай             |
| 1981 | ф | Горячее сердце      | Kranti                | Санга / Кранти                                      |
| 1982 | ф | Шакти               | Shakti                | инспектор Ашвини Кумар / DCP Ashwini Kumar          |
| 1982 | ф | Всемогущий          | Vidhaata              | Шамшер Сингх / Субрадж                              |
| 1983 | ф | Чернорабочий        | Mazdoor               | Динанатх / Dinanath Saxena                          |
| 1984 | ф | Факел               | Mashaal               | Винод Кумар / Vinod Kumar                           |
| 1984 | ф | Жестокий мир        | Duniya                | Мохан Кумар / Mohan Kumar                           |
| 1986 | ф | Карма               | Karma                 | Вишванатх Пратап Сингх / Vishwa Pratap Singh (Rana) |
| 1986 | ф | Защитник веры       | Dharm Adhikari        | Дхарамрадж / Dharamraj                              |
| 1989 | ф | Месть именем закона | Kanoon Apna Apna      | Джагат Пратап Сингх / Collector Jagatpratap Singh   |
| 1990 | ф | Уважаемый           | Izzatdaar             | Брахмдатт / Brahm Dutt                              |
| 1991 | ф | Торговец            | Saudagar              | Виру Сингх / Veeru Singh                            |
| 1998 | ф |                     | Qila                  | Джагамнатх Сингх, Судья Амаранатх Сингх             |

## Награды

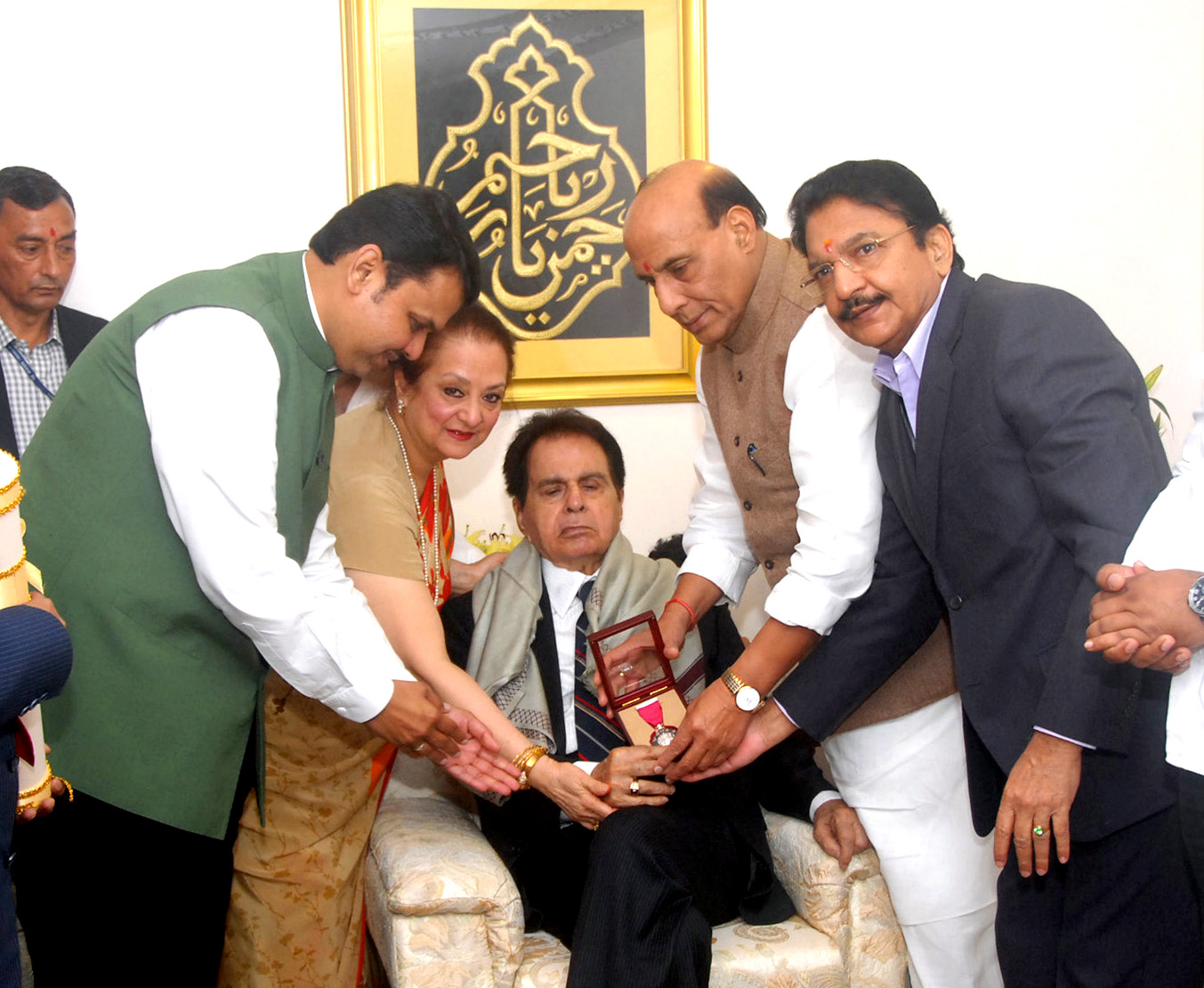
Девендра Фаднавис, Сайра Бану, Раджнатх Сингх и Видьясагар Рао вручают Дилипу Кумару орден Падма Вибхушан

- 1954 — Filmfare Award за лучшую мужскую роль — «Клеймо позора»[25][26]
- 1956 — Filmfare Award за лучшую мужскую роль — «Азад»[25][26]
- 1957 — Filmfare Award за лучшую мужскую роль — «Девдас»[25][26]
- 1958 — Filmfare Award за лучшую мужскую роль — «Новый век»[25][26]
- 1961 — Filmfare Award за лучшую мужскую роль — «Кохинур»[25][26]
- 1965 — Filmfare Award за лучшую мужскую роль — «Заговор»[25][26]
- 1968 — Filmfare Award за лучшую мужскую роль — «Рам и Шиам»[25][26]
- 1983 — Filmfare Award за лучшую мужскую роль — «Шакти»[25][26]
- 1991 — орден Падма Бхушан[27]
- 1993 — Filmfare Award за вклад в кинематографию[28]
- 1994 — Премия имени Дадасахеба Фальке[29]
- 1997 — гражданская государственная награда Пакистана Нишан-и-Имтиаз[30]
- 1997 — Национальная премия НТР (Андхра-Прадеш)
- 2004 — IIFA Award за выдающийся вклад в индийский кинематограф[31]
- 2004 — Apsara Film & Television Producers Guild Award за выдающийся вклад в индийский кинематограф[32]
- 2011 — Jeevan Lokmat Gaurav Award за пожизненные достижения[33]
- 2015 — орден Падма Вибхушан[34][35]